# Amy Gutiérrez
Amy Marlyn Gutiérrez Farro (Callao, 25 de agosto de 1998) es una cantante, personalidad de televisión, bailarina, compositora y actriz peruana. Tras participar y ganar en varios concursos de talento, comenzó una carrera musical en el género de la salsa, habiendo formado parte de las orquestas Son Tentación y You Salsa antes de consolidarse como solista.
Ganó reconocimiento inicial al ganar la primera temporada de La Voz Kids en 2014, obteniendo un contrato con Universal Music Perú para publicar su sencillo debut, «Alguien». Posteriormente, incursionó en el teatro musical, protagonizando las obras Violeta (2015) y Descendientes, el musical (2016).
En 2017 se unió a la orquesta femenina de salsa Son Tentación, y en 2018 pasó al dúo You Salsa, donde interpretó canciones como «¿Cómo se perdona?», «No te contaron mal» y «Vamos a escapar». Paralelamente, su popularidad televisiva creció al ganar el programa El artista del año en dos ocasiones en 2019, incluyendo la edición de El dúo perfecto.
Tras su paso por You Salsa inició su carrera como solista en 2019, lanzando canciones como «No sé». En 2020 retomó su faceta actoral para interpretar a Alicia Barrionuevo en la telenovela Princesas y posteriormente en su secuela Brujas, estrenada en 2025.
En 2021, recibió una nominación a los Premios Heat Latin Music en la categoría «promesa musical» y también ganó la segunda edición del programa Yo soy: Grandes batallas: Grandes famosos. En 2023 publicó su primer álbum de estudio, Valiente.

## Biografía

### 1998-2016: primeros años, inicios en concursos e incursión en el teatro
Amy Marilyn Gutiérrez Farro nació el 25 de agosto de 1998, en el Callao. Es hija de Juan Gutiérrez y Olenka Farro.
A temprana edad, se dedicó a cantar en el coro de una iglesia y a participar en varios concursos locales, en ocasiones alcanzando la victoria. En 2009, participa en el concurso escolar Buscando la Voz Chalaca de la Municipalidad del Callao y en Talentos Chiki Minka de Minka, resultando campeona en ambos. En 2011, en Descubriendo Talentos de Talento Producciones y en el VI Concurso Interescolar de Megaplaza, ocupando el segundo puesto. En 2012, gana el I Festival Estudiantil de la Música Peruana de Óscar Avilés, así como Yo Soy Chalaquito de la Municipalidad del Callao.
También participó en concursos de televisión. En 2010, ocupa el primer puesto en Por humor al Perú de TV Perú. En 2012, participa en Vidas extremas: talento peruano de ATV y en Perú tiene talento de Frecuencia Latina como semifinalista. Un año después, en Mini estrellas y Ponte play de Frecuencia Latina, llegando en ambos a la etapa final.
Sin embargo, Gutiérrez obtiene mayor renombre en 2014, cuando participa en la primera temporada de La voz Kids, siendo entrenada por el cantante mexicano Kalimba. Se consagra como la primera ganadora del programa y en reconocimiento, recibe un contrato de la compañía discográfica Universal Music Group. Con ella grabó su primer sencillo «Alguien», compuesto y producido por Francisco Murias y publicado en agosto de ese año.
Entre enero y marzo de 2015, protagoniza la obra de teatro musical Violeta, interpretando al personaje homónimo. Bajo la dirección general de Adriana Astete y la dirección vocal de Nicole Pillman, la obra fue una versión libre de la serie de Disney, Violetta, y se exhibió en el Teatro Julieta en Lima.
Entre mayo y junio de 2016, protagoniza nuevamente una obra de teatro musical, Descendientes, el musical, junto a Gino Pesaressi. La obra fue una adaptación de la película The Descendants, con una mezcla de comedia, acción y fantasía. Se exhibió en el Teatro Canout.

### 2017-2018: Son Tentación
En abril de 2017, participa en La reina del swing, un reality show fragmento de Esto es guerra que busca incluir a su ganador en la orquesta de Yahaira Plasencia. Tras ocupar el tercer puesto y no lograr ingresar, en junio se incorpora a la orquesta femenina de salsa Son Tentación.
En julio de 2017, publica su primer sencillo en la orquesta, un cover en salsa de «Huele a peligro» de Myriam Hernández. Su segundo sencillo fue un cover de «Mayores» de Becky G con Bad Bunny, lanzado en octubre del mismo año.
En julio de 2018, la orquesta lanza un cover de «Sin pijama» de Becky G y Natti Natasha, interpretado por Gutiérrez y Asmir Young.
El 30 de septiembre de 2018, renuncia a Son Tentación.

### 2018-2019: You Salsa y victoria enEl artista del año
Poco después de abandonar Son Tentación, anuncia su integración al dúo de salsa You Salsa, al lado de Jean Pierre Puppi. En simultáneo, participa en la tercera temporada de El artista del año (titulada como El dúo perfecto) de América Televisión. Junto a su dúo Rossana Fernández-Maldonado, ocupa el tercer lugar.
En noviembre de 2019, publica su primer sencillo en You Salsa, «¿Cómo se perdona?», compuesto por Jorge Luis Piloto. El tema logró situarse en la posición número 8 en la lista general de Perú de Monitor Latino. El mismo mes, el dúo publica su segundo sencillo, un cover de «Duro y suave» de Leslie Grace y Noriel.
En enero de 2019, lanza su tercer sencillo en You Salsa, «No te contaron mal», cuyo videoclip alcanzó la cifra de 100 mil reproducciones en tres días. Con esta canción, el dúo entró nuevamente a la lista general de Perú de Monitor Latino, ocupando la tercera posición.
En marzo de 2019, aparece en el capítulo final de la segunda temporada de la telenovela Ojitos hechiceros de Michelle Alexander, encarnando a una joven que se gana la vida cantando rancheras en las calles.
En agosto de 2019, retorna a El artista del año en su quinta temporada. Después de conseguir la victoria, en octubre, continúa para la sexta temporada (con el formato de El dúo perfecto), resultando consecutivamente campeona, al lado de su dupla Nesty Galguera.
En septiembre de 2019, abandona You Salsa para emprender una carrera en solitario. No obstante, posterior a ello, el tema «¿Cómo se perdona?» que Gutiérrez interpretó, en 2020, fue nominado a los Premios Tu Música Urbano de Telemundo en la categoría «canción tropical urbano» y ganador de los Premios Platinum Panamericana en la categoría «la más más».

### 2019-2021: «No sé» y consolidación como solista
En octubre de 2019, lanza su primer sencillo de salsa como solista, «No sé». Coescrita por Gutiérrez, Álvaro Rod y Chris Fernández, y producida por este último, la canción ocupó la tercera posición en la lista general de Perú de Monitor Latino, así como la primera en la lista tropical.
En julio de 2020, participa en el Aldeas Online Fest, un concierto virtual para recaudar fondos en favor de niños de bajos recursos.
En diciembre de 2020, fue invitada como presentadora a la premiación de los Premios Heat Latin Music 2020 en Punta Cana, desempeñando el rol de panelista de la conferencia “La nueva sangre de la salsa del sur”.
En enero de 2021, participa en la telenovela Princesas, donde interpreta a Alicia Barrionuevo, personaje inspirado en Alicia de Alicia en el país de las maravillas.
El 13 de febrero de 2021, participa en el concurso de imitación Yo soy de Latina Televisión, en su programa especial Grandes batallas, grandes famosos, como refuerzo de Ronald Hidalgo, imitador de Juan Gabriel. Ocuparon el segundo puesto, por detrás de Jairo Tafur (imitador de Dyango) y Susan Ochoa. El mismo mes, realizó una colaboración con la cantante peruana Ania en la versión en salsa de «Cómo le explico».
En abril de 2021, recibe su primera nominación a un premio internacional, los Premios Heat Latin Music 2021, en la categoría «promesa musical», sin obtener el premio.
En mayo de 2021, participa en la segunda edición de Yo soy: Grandes batallas, grandes famosos, la cual tuvo una duración más prolongada que la anterior. En esta ocasión, fue el refuerzo de Noelia Calle, imitadora de Yuri. Luego de 11 galas por semana, se convierten en las ganadoras del concurso.
El 14 de mayo de 2021, junto a Susan Ochoa, estrenaron el videoclip oficial de «Me voy a liberar», tema que trata del empoderamiento de la mujer ante la sociedad de hoy en día, donde se plasma la importancia, la fuerza y la voluntad de la mujer.
En agosto de 2021, lanzó «Tú y yo», en colaboración del cantante puertorriqueño Tony Vega, compuesto y producido por el panameño Omar Alfanno. Ese mismo mes, aparece en La voz Perú como participante de refuerzo de Edu Baluarte.
Durante septiembre de 2021, realizó una gira por Estados Unidos.
En noviembre de 2021, retorna a La voz Kids como coentrenadora de Christian Yaipén.
A finales de 2021, firma un contrato con Universal Music Group. Con ella lanza el sencillo «Tú», una balada compuesta por la cantante Anna Carina y producida por Francisco Murias. La mezcla del tema se hizo en Rye Canyon Studio (Estados Unidos) y se masterizó en Elephant Mastering (Italia). El videoclip fue dirigido por Coco Bravo.
En febrero de 2022 anuncia su gira Eurotour 2022 en Europa para junio del mismo año.

### Desde 2023:Valiente
En mayo de 2023 publicó su primer álbum de estudio titulado Valiente, que consta de nueve canciones inéditas, escritas por Los Jaycobz, Daniel Gonzales, Christian Camarena, Eva Ibañez, Master Chris, Anna Carina y Francisco Murías, mientras que la producción estuvo a cargo de Chris, Renzo Bravo y Murías.

## Vida personal
En marzo de 2022 reveló que se identifica como pansexual, durante una entrevista por el actor Christopher Gianotti vía YouTube.

## Créditos

### Televisión
| Año       | Título                                    | Rol                  | Difusión           | Notas                                                                    | Ref.                 |
| --------- | ----------------------------------------- | -------------------- | ------------------ | ------------------------------------------------------------------------ | -------------------- |
| 2011      | Por humor al Perú                         | Concursante          | TV Perú            | Ganadora.                                                                | [ 1 ]                |
| 2012      | Vidas extremas: talento peruano           | Concursante          | ATV                |                                                                          | [ 15 ] [ 16 ]        |
| 2012      | Perú tiene talento                        | Concursante          | Frecuencia Latina  | Semifinalista.                                                           | [ 14 ] [ 17 ]        |
| 2013      | Mini estrellas                            | Concursante          | Frecuencia Latina  | Finalista.                                                               | [ 14 ] [ 17 ]        |
| 2013      | Ponle play                                | Concursante          | Frecuencia Latina  | Finalista.                                                               | [ 1 ] [ 14 ] [ 17 ]  |
| 2014      | La voz Kids                               | Concursante          | Frecuencia Latina  | Primera temporada. Ganadora.                                             | [ 10 ] [ 14 ] [ 18 ] |
| 2018      | Los cuatro finalistas                     | Concursante          | Latina Televisión  | Primera temporada.                                                       | [ 81 ]               |
| 2018      | El artista del año                        | Concursante          | América Televisión | Tercera temporada. Segundo puesto (junto a Rossana Fernández-Maldonado). | [ 38 ]               |
| 2019      | El artista del año                        | Concursante          | América Televisión | Quinta temporada. Ganadora.                                              | [ 47 ]               |
| 2019      | El artista del año                        | Concursante          | América Televisión | Sexta temporada. Ganadora (junto a Nesty Galguera).                      | [ 49 ]               |
| 2020-2021 | Princesas                                 | Alicia Barrionuevo   | América Televisión | Actriz                                                                   | [ 7 ] [ 82 ]         |
| 2021      | Yo soy: Grandes batallas, grandes famosos | Concursante (famosa) | Latina Televisión  | Primera edición. Segundo puesto (junto a Ronald Hidalgo).                | [ 83 ]               |
| 2021      | Yo soy: Grandes batallas, grandes famosos | Concursante (famosa) | Latina Televisión  | Segunda edición. Primer puesto (junto a Noelia Calle).                   | [ 63 ]               |
| 2021      | La voz Perú                               | Concursante          | Latina Televisión  | Participante de refuerzo de Edu Baluarte.                                | [ 67 ]               |
| 2021      | La voz Kids                               | Coentrenadora        | Latina Televisión  | Coentrenadora de Christian Yaipén                                        | [ 71 ]               |
| 2022      | La voz Kids                               | Coentrenadora        | Latina Televisión  | Coentrenadora de Víctor Muñoz                                            |                      |
| 2025      | Brujas                                    | Alicia Barrionuevo   | Vix                | Reparto recurrente                                                       |                      |

### Teatro
| Año  | Título                    | Rol          | Lugar          | Ref.          |
| ---- | ------------------------- | ------------ | -------------- | ------------- |
| 2015 | Violeta                   | Violeta      | Teatro Julieta | [ 21 ] [ 22 ] |
| 2016 | Descendientes, el musical | Protagonista | Teatro Canout  | [ 23 ] [ 24 ] |

## Discografía

### Álbumes de estudio
- 2023: Valiente

### Álbumes en vivo
- 2023: Amy Gutiérrez Unplugged

### Sencillos
| Año           | Título                                                                                    | Mejor posición en listas | Mejor posición en listas | Mejor posición en listas |
| Año           | Título                                                                                    | PER Gen.                 | PER Trop.                | USA Trop.                |
| ------------- | ----------------------------------------------------------------------------------------- | ------------------------ | ------------------------ | ------------------------ |
| Son Tentación |                                                                                           |                          |                          |                          |
| 2017          | «Huele a peligro»                                                                         | —                        | —                        | —                        |
| 2017          | «Mayores»                                                                                 | —                        | —                        | —                        |
| 2018          | «Sin pijama»                                                                              | —                        | —                        | —                        |
| You Salsa     |                                                                                           |                          |                          |                          |
| 2019          | «¿Cómo se perdona?»                                                                       | 8                        | 1                        | —                        |
| 2019          | «Duro y suave»                                                                            | —                        | —                        | —                        |
| 2019          | «No te contaron mal»                                                                      | 3                        | 1                        | —                        |
| 2019          | «Vamos a escapar» (Álvaro Rod con You Salsa y Amy Gutiérrez)                              | —                        | —                        | —                        |
| 2019          | «Víveme»                                                                                  | —                        | —                        | —                        |
| Solista       |                                                                                           |                          |                          |                          |
| 2014          | «Alguien»                                                                                 | —                        | —                        | —                        |
| 2019          | «No sé»                                                                                   | 3                        | 1                        | —                        |
| 2020          | «No sé (versión balada)»                                                                  | —                        | —                        | —                        |
| 2020          | «Cómo te olvido» (junto a Nesty Galguera)                                                 | —                        | —                        | —                        |
| 2020          | «Alguien (versión salsa)»                                                                 | —                        | 3                        | —                        |
| 2020          | «Amiga te advertí» (junto a Papillón)                                                     | —                        | 15                       | —                        |
| 2020          | «Salsa divas Perú en Navidad» (junto a Yahaira Plasencia y Kate Candela)                  | —                        | —                        | —                        |
| 2021          | «Cómo le explico (versión salsa)» (junto a Ania)                                          | —                        | —                        | —                        |
| 2021          | «Me voy a liberar» (junto a Susan Ochoa)                                                  | —                        | —                        | —                        |
| 2021          | «Amarte es mi pecado» (junto a José Carlos García)                                        | —                        | —                        | —                        |
| 2021          | «Tú y yo» (junto a Tony Vega)                                                             | —                        | —                        | 16                       |
| 2021          | «Homenaje a Selena» (junto a Yahaira Plasencia, Cielo Torres, Caliope y Brunella Torpoco) | —                        | —                        | —                        |
| 2021          | «Mi persona favorita (remix)» (junto a Randy Feijoo)                                      | —                        | —                        | —                        |
| 2021          | «Tú»                                                                                      | —                        | —                        | —                        |
| 2022          | «A cuánto me quedé»                                                                       | —                        | —                        | —                        |

## Giras
Son Tentación
- 2018: Tour Europa 2018[104]

You Salsa
- 2019: Gira México 2019[105]

Solista
- 2021: Gira Estados Unidos[69][70]
- 2022: Eurotour 2022[75]

## Premios y nominaciones
| Año  | Premio(s)                         | Categoría                  | Nominación a                                                           | Resultado | Ref.            |
| ---- | --------------------------------- | -------------------------- | ---------------------------------------------------------------------- | --------- | --------------- |
| 2018 | Premio de En boca de todos        | Mejor salsera del año      | Ella misma                                                             | Nominada  | [ 106 ]         |
| 2019 | Salsómetro del Verano de Radiomar | Artista revelación         | Ella misma                                                             | Ganadora  | [ 107 ] [ 108 ] |
| 2019 | Premios Platinum Panamericana     | Artista revelación         | Ella misma                                                             | Nominada  | [ 109 ]         |
| 2019 | Salsómetro de Radiomar            | Artista revelación         | Ella misma                                                             | Ganadora  | [ 110 ]         |
| 2020 | Premios Radiomar                  | Mejor colaboración         | «Vamos a escapar» (junto a Álvaro Rod)                                 | Ganadores | [ 111 ]         |
| 2020 | Premios Fama de La República      | Artista revelación         | Ella misma                                                             | Ganadora  | [ 112 ]         |
| 2020 | Premios Fama de La República      | Cantante del año           | Ella misma                                                             | Nominada  | [ 112 ]         |
| 2020 | Premios Fama de La República      | Mejor voz femenina (salsa) | Ella misma                                                             | Nominada  | [ 112 ]         |
| 2021 | Salsómetro del Verano de Radiomar | La caliente del verano     | «Alguien (salsa)»                                                      | Nominada  | [ 113 ]         |
| 2021 | Salsómetro del Verano de Radiomar | La caliente del verano     | «Amor a primera vista» (de Deyvis Orosco con Gutiérrez y Cielo Torres) | Nominados | [ 113 ]         |
| 2021 | Premios Heat Latin Music          | Promesa musical            | Ella misma                                                             | Nominada  | [ 61 ]          |
| 2021 | Premios Radiomar                  | La caliente del año        | «Vamos a escapar» (junto a Álvaro Rod)                                 | Nominados | [ 114 ] [ 115 ] |
| 2021 | Premios Radiomar                  | La caliente del año        | «Amor a primera vista» (de Deyvis Orosco con Gutiérrez y Cielo Torres) | Nominados | [ 114 ] [ 115 ] |